# Chester Travis
Chester Travis (* 4. Juli 1987 in Christchurch) ist ein neuseeländischer Filmemacher, Autor, Komponist und Musiker.

## Leben
Travis wuchs in Christchurch auf der Südinsel von Neuseeland auf. Ende der 2000er Jahre zog er nach London, wo er den Musiker Tim Hook kennenlernte und mit diesem das Duo Great Danes gründete. Die Band siedelte später nach Berlin über und nahm eine EP auf, mit der sie tourte.
2014 schrieb, inszenierte und spielte Travis in der zehnteiligen Webserie How to Be Gay, die in der Kategorie „Beste Queere Serie“ auf dem San Francisco Web Festival gewann. 2017 komponierte Travis drei Lieder für die Amazon-Prime-Serie You Are Wanted. 2018 steuerte er zum Soundtrack des Films  100 Dinge bei.

## Filmografie (Auswahl)

### Musik
- 2017–2018: You Are Wanted
- 2018: 100 Dinge